# Les Chéris
Les Chéris é uma comuna francesa na região administrativa da Normandia, no departamento Mancha. Estende-se por uma área de 5,85 km². Em 2010 a comuna tinha 266 habitantes (densidade: 45,5 hab./km²).